# Vanda cristata
Vanda cristata es una especie de orquídea que se encuentra desde el Himalaya hasta China (noroeste de Yunnan).

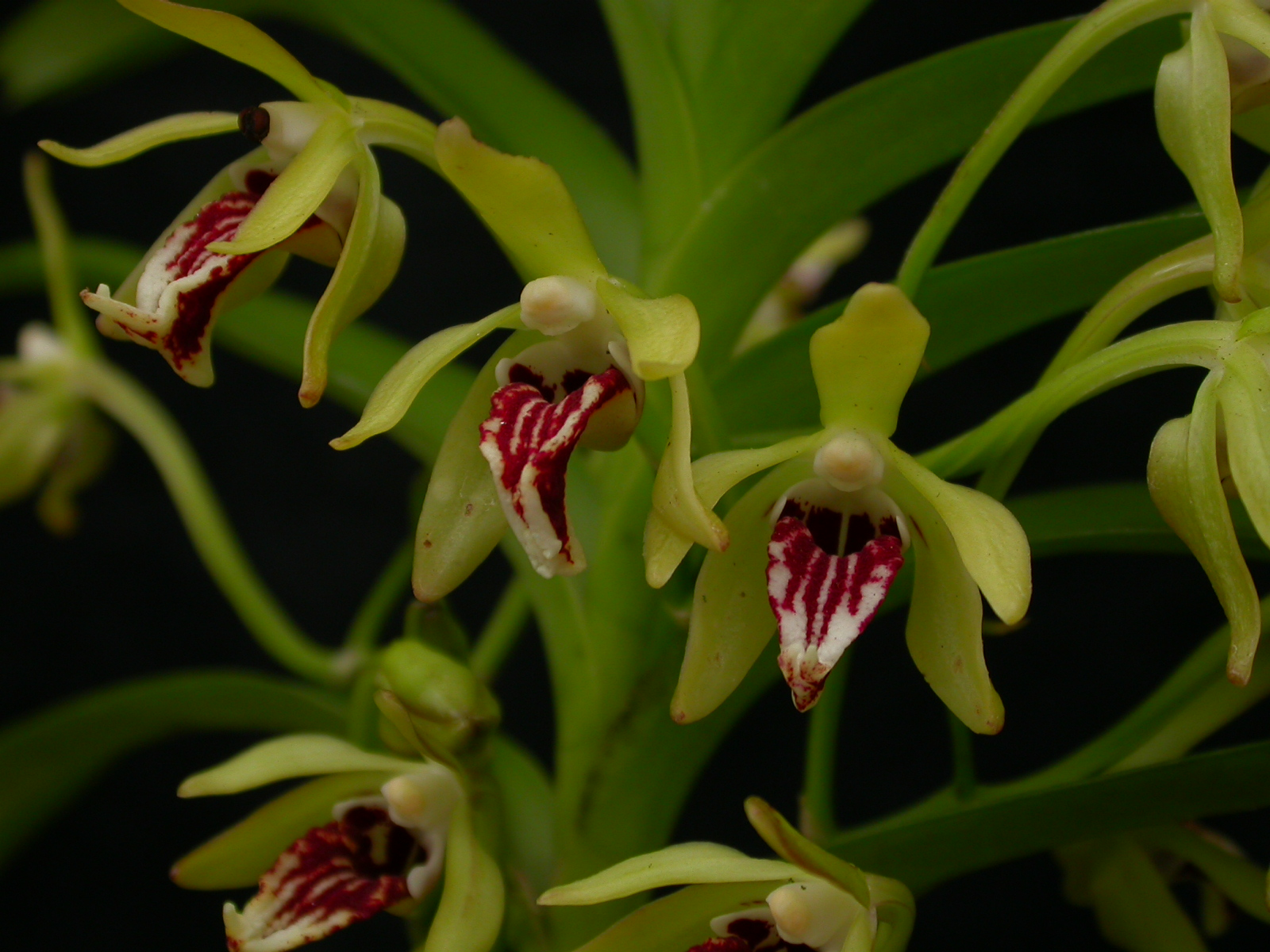
Inflorescencia

## Descripción
Es una planta pequeña, que prefiere el clima cálido, de hábitos epifitas monopodial con un tallo grueso que lleva hojas coriáceas, recurvadas, tridentadas apicalmente, conduplicadas,  lineares que se articulan basalmente imbricadas al revestimiento base de las hojas.  Florece en la primavera y el verano en una inflorescencia axilar, descendente, corta, con 2 a 6 flores con brácteas cortas y anchas, y que es más corta que las hojas. Tiene flores fragantes, cerosas, de larga vida, con cuernos en la punta del labio que es el factor determinante entre esta especie y Vanda alpina.

## Distribución y hábitat
Se encuentra en los bosques montanos de Bangladés, India, Nepal, Bhután y el Tíbet de China en cubiertas de musgo en los árboles a altitudes de 600 a 2300 metros. 

## Taxonomía
Vanda cristata fue descrita por Wall. ex Lindl. y publicado en The Genera and Species of Orchidaceous Plants 216. 1833.
Etimología
Vanda: nombre genérico que procede del nombre sánscrito dado a la especie  Vanda tessellata  en la India, también puede proceder del latín (vandi) y del griego (dios santísimo ).
cristata: epíteto latino que significa "con cresta".
sinonimia
- Aerides cristata (Wall. ex Lindl.) Wall. ex Hook.f.
- Vanda striata Rchb.f.
- Luisia striata (Rchb.f.) Kraenzl.
- Trudelia cristata (Wall. ex Lindl.) Senghas
- Aerides cristatum (Lindl.) Wall. ex Hook.[3][4]